# Comissão da Verdade e da Reconciliação (Ilhas Salomão)
A Comissão da Verdade e da Reconciliação das Ilhas Salomão (em inglês:  Truth and Reconciliation Commission, TRC) é uma comissão oficialmente estabelecida pelo governo das Ilhas Salomão em setembro de 2008. Foi formada para investigar as causas da violência étnica que tomou conta das Ilhas Salomão entre 1997 e 2003. A Comissão da Verdade e da Reconciliação é a primeira desse tipo na região das Ilhas do Pacífico.
O objetivo da Comissão da Verdade e da Reconciliação é "abordar as experiências traumáticas das pessoas durante os cinco anos de conflito étnico em Guadalcanal (1999–2004)". Seu objetivo é promover a unidade nacional e a reconciliação. Os membros da Comissão ouvirão depoimentos de testemunhas e vítimas da violência, que matou mais de 100 pessoas e deslocou mais de 20.000 refugiados internos em todo o país.
Foi modelada com base na Comissão da Verdade e da Reconciliação da África do Sul, que foi presidida pelo então Arcebispo Desmond Tutu. Tutu, ganhador do Prêmio Nobel da Paz, teve um papel ativo no estabelecimento da Comissão nas Ilhas Salomão.